# T-32 (戦車)
T-32はソ連の中戦車。一般的に試作名称であるA-32として知られる。有名なT-34の原型となった。なお、T-35重戦車の試作型をT-32と呼ぶ資料もあるが、これは暫定的な名称である。

## 概要

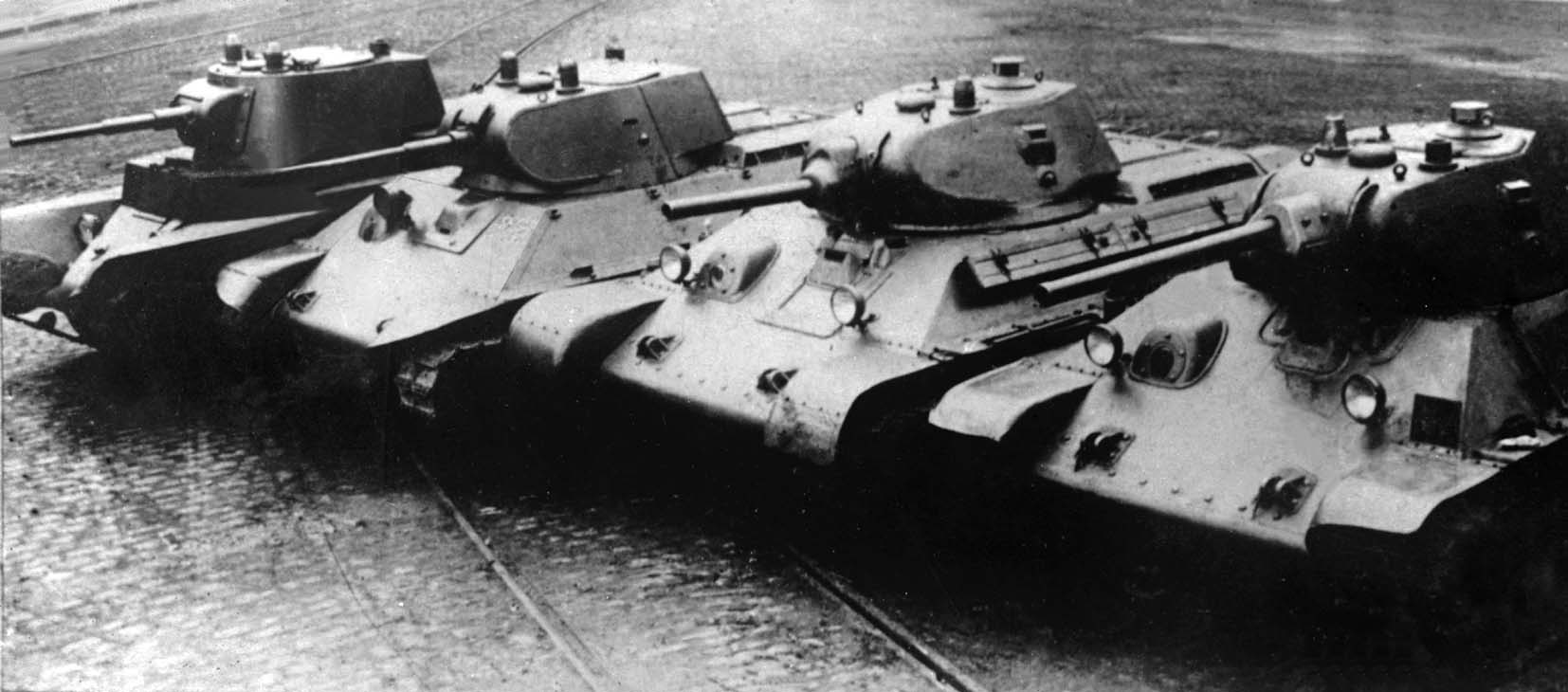
左からBT-7M、A-20、T-34 1940年型、T-34 1941年型。
ここに写っていないT-32（A-32）はA-20とT-34の中間的な形状であった。

BT戦車の後継として、1939年にA-20（別名BT-20）、A-32の2種類の試作車が完成した。A-20はBT-7が後のT-34への進化の途中といった外見で、クリスティー式の装輪走行も可能で45mm砲M1934を装備していた。A-32は45mm砲 M1938または76.2mm砲 L-10を装備した二種の試作車があり、よりT-34に近い外見であった。試験の結果は両車とも良好で、スターリンの裁定でA-32が正式採用され、主砲を更に新型の76.2mm砲 L-11に変更したT-32として生産されることになった。しかし、ノモンハン事件や冬戦争の戦訓により、もっと装甲を強化する必要があるとして本格的な量産は中止され、改良型のA-34が後にT-34として採用された。僅かに生産されたT-32は実戦で使われ、また装甲列車に45mm砲搭載型のA-32の砲塔を載せた物も運用されている。
外見こそよく似てはいるものの、T-32に対しT-34は防御面で大きく進化している。砲塔は25mmだった装甲厚が45mmに、車体前面は20mmが45mmに、側面は20mmが40mmに、後面は10mmが40mmと格段に強化され、被弾経始を取り入れた装甲形状もあって、後にドイツ軍の対戦車砲弾をことごとく弾く防御性能を見せた。この点でT-32を量産せずT-34に進化させたのは正しい判断であったと言える。

## 登場作品
『World of Tanks』
ソ連中戦車「A-32」として販売された。同作品には派生形のT-34も登場する。